# Richard Wagner
Wilhelm Richard Wagner (22. května 1813, Lipsko – 13. února 1883, Benátky) byl německý hudební skladatel, dramatik, básník, spisovatel, divadelní režisér a dirigent, výrazný představitel hudebního romantismu. Mezi jeho nejznámější díla patří opery Rienzi, Bludný Holanďan, Tannhäuser, Lohengrin, Tristan a Isolda, Mistři pěvci norimberští, operní tetralogie Prsten Nibelungův a jeho poslední opera Parsifal.
Mnoho let žil mimo Německo – především v Rize (tehdy v ruském Livonsku), Francii, Rakousku a Itálii. Nejdelší období však strávil ve Švýcarsku, kde se usadil poté, když po nezdařené revoluci v roce 1848 musel uprchnout z Německa. Několikrát navštívil i Čechy – především Prahu, kde uvedl některá svá díla. Měsíc strávil i v Teplicích; výlet na hrad Střekov jej inspiroval ke složení opery Tannhäuser. V Bayreuthu mu bylo v roce 1873 umožněno s pomocí bavorského krále Ludvíka II. postavit pro inscenace svých oper divadlo s tehdy vynikající akustikou a založit zde tradici Hudebních slavností v Bayreuthu (Bayreuther Festspiele), které si svoji světovou proslulost udržují až dodnes.
Pro skladatelovy protižidovské názory bylo jeho dílo již za Německého císařství jednostranně posuzováno a zejména v období nacismu přímo zneužito. Wagner bývá (ne zcela logicky) spojován s Adolfem Hitlerem z toho důvodu, že Wagnerova snacha Winifred Marjorie Wagner (rozená Williamsová) byla dlouholetou Hitlerovou osobní přítelkyní.

## Životopis

### Dětství a mládí
Narodil se 22. května 1813 v Lipsku jako osmé dítě policejního úředníka Carla Friedricha Wagnera (1770–1813) a dcery pekaře Johanny Rosine Wagnerové, roz. Pätzové (1774–1848). Šest měsíců po jeho narození, 23. listopadu 1813, zemřel jeho otec na tyfus. V srpnu 1814 se jeho matka znovu provdala za herce a básníka Ludwiga Geyera (1780–1821), který se ujal celé rodiny a kterého si Wagner sám velice vážil. Johanna Rosine Wagnerová měla s Geyerem ještě dceru Cäcilii (1815–1893). Objevily se také spekulace, že by Geyer mohl být dokonce jeho biologickým otcem, nebyly ale nikdy potvrzeny ani vyvráceny. Oproti tomu domněnky, že Geyer byl Žid, jsou dnes již vyvráceny. V roce 1814 se rodina přestěhovala do Drážďan.
V roce 1817 byl zapsán do školy. O dva roky později jeho otčím Ludwig Geyer onemocněl a 30. září 1821 zemřel. Proto byl Richard Wagner dán na výchovu strýci Karlu Geyerovi do Eislebenu. Od 22. prosince navštěvoval pod jménem Wilhelm Richard Geyer církevní školu v Drážďanech. V roce 1826 poprvé navštívil Wagner Prahu, kde jeho sestry Rosalie a Klára získaly angažmá u divadla. Prahu navštívil jako dítě ještě několikrát a velice se mu zalíbila. Ve svých pamětech vzpomínal, jak do svého oblíbeného města šel i pěšky. Richard však zůstal v Drážďanech a rodinu navštěvoval. Od Vánoc 1827 byl opět se svou rodinou v Lipsku. Tady navštěvoval pod jménem Wagner školu sv. Mikuláše a školu sv. Tomáše (1828–1830). Toho času byl pod silným vlivem svého strýce Adolfa Wagnera, četl Shakespeara a „romantiky“, nejvíce E. T. A. Hoffmanna. V šestnácti letech slyšel zpívat operní pěvkyni Wilhelminu Schröder-Devrientovou v Beethovenově opeře Fidelio a od té chvíle mu bylo jasné, že chce být muzikantem. Složil první sonáty a první nedokončený operní pokus Hochzeit (Svatba).

### Studium a rané kompozice
Od roku 1831 studoval hudbu na univerzitě v Lipsku, mimo jiné se učil u Christiana Theodora Weinlinga, kterému také věnoval své první dílo – klavírní sonátu B dur. V roce 1832 zkomponoval symfonii C dur a podnikl svou třetí cestu do Čech.
V roce 1833 byl ovlivněn spisovatelem a publicistou Heinrichem Laubem a ideami revolučně orientovaným hnutím „Junges Deutschland“. Zároveň začal komponovat operu Die Feen (Víly) a byl jmenován sbormistrem divadla ve Würzburgu. V Laubeho „Zeitung für die eleganten Welt“ (Noviny pro elegantní svět) mu vyšel článek „Die deutsche Oper“ (Německá opera). Poté podnikl s Theodorem Apelem svou čtvrtou cestu do Čech. Stal se hudebním vedoucím pro letní sezónu v Bad Lauchstädtu a divadla v Magdeburku a tam také potkal svou budoucí ženu, herečku Minnu Planerovou (5. září 1809 v Oederanu – 25. ledna 1866 v Drážďanech).

### Počátky skladatelské kariéry

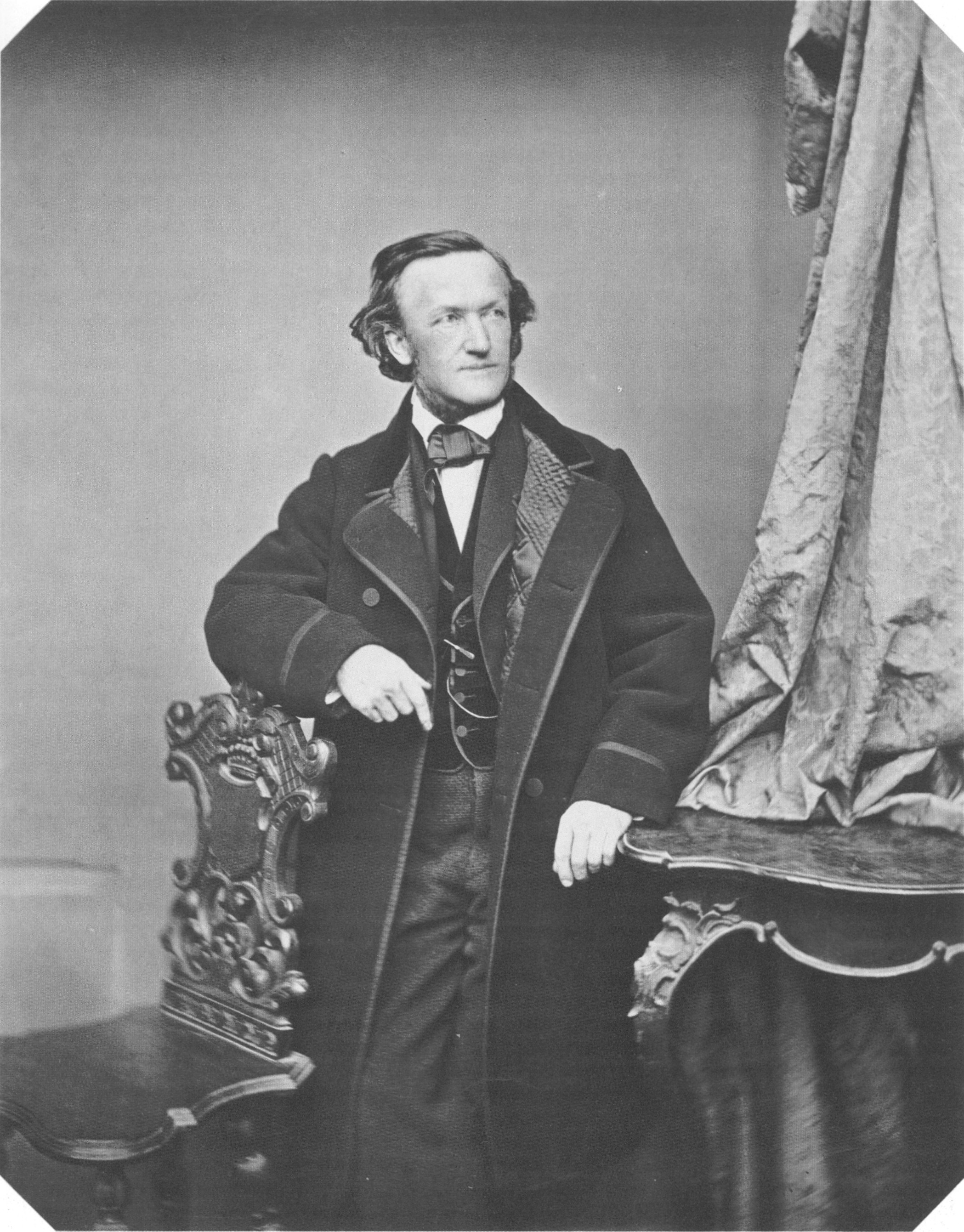
Franz Hanfstaengl: Richard Wagner (asi 1860)

V roce 1835 začal pracovat na opeře Das Liebesverbot (Zakázaná láska) a zahájil druhou sezonu svého působení v Magdeburku, kde se také 29. března 1836 konala premiéra Zakázané lásky. 24. listopadu 1836 se oženil s Minnou Planerovou. 1. dubna 1837 nastoupil jako hudební ředitel v Královci (Königsberg, dnes Kaliningrad), krátce nato ale podnik zkrachoval a on sám se ocitl v dluzích. V červnu 1837 se mu podařilo získat místo dirigenta v Rize a dostal se tak z dosahu německých věřitelů. Tady začal vznikat text a začátek partitury opery Rienzi. 12. října 1837 zemřela jeho sestra Rosalie. V roce 1839 ztratil své místo v Rize. Ze strachu z věřitelů svých velkých dluhů překročil tajně rusko-rakouskou hranici a odplul se svou ženou Minnou na malé plachetnici na rozbouřeném moři až do Londýna. Na této cestě načerpal inspiraci ke své opeře Der fliegende Holländer (Bludný Holanďan). Hned poté se vydal do Paříže.

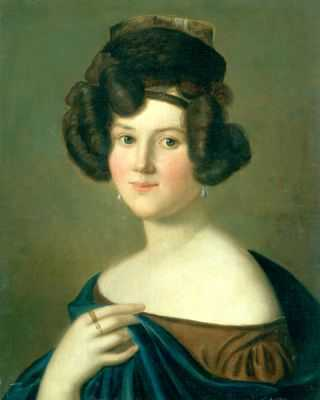
Minna Planer, první Wagnerova manželka

Léta 1840–1841 strávil za stísněných podmínek v Paříži, dokončil zde Rienziho (1840) a Bludného Holanďana (1841). Seznámil se zde s Heinrichem Heinem a Franzem Lisztem. Toho času se též zabýval ateistickou filosofií Ludwiga Feuerbacha a teorií moderního anarchismu Pierra Josepha Proudhona, poprvé tak přišel na myšlenku zpracovat drama Nibelungů. V roce 1842 opustil Paříž a vrátil se zpět do Drážďan. Červen strávil v Teplicích, na hradě Střekov získal první inspiraci k opeře Tannhäuser. 20. října 1842 se konala v Drážďanech premiéra opery Rienzi. Do značné míry se na úspěchu Rienziho podepsal výkon českého pěvce v titulní roli Josefa Ticháčka, kterého dobová kritika vyzdvihovala nad ostatní. Ticháček se od té doby stal Wagnerovým celoživotním přítelem a neúnavným propagátorem skladatelova hudebního odkazu (Rienzi, Tannhäuser, Lohengrin).
V roce 1843 byl jmenován kapelníkem Drážďanské opery (Semperoper) a 2. února tam mělo premiéru jeho stěžejní dílo Bludný Holanďan. V Drážďanech se poznal s Antonem Pusinellim a Augustem Röckelem, s nímž vedl především politické rozhovory. V červnu 1845 se vydal do Mariánských Lázní a v tamějším klidném prostředí začal pracovat na opeře Lohengrin. 19. října 1845 se konala v Drážďanech premiéra Tannhäusera. V roce 1846 dirigoval Beethovenovu devátou symfonii.

### Wagner po revoluci 1848
9. ledna 1848 zemřela Wagnerova matka. Navštěvoval Liszta ve Výmaru, podpořil březnovou revoluci a vytvořil koncepci pro Der Ring des Nibelungen (Prsten Nibelungův). Odcestoval do Vídně a po návratu se zúčastnil květnového povstání. Poznal tehdy ruského anarchistu Michaila Bakunina.
Byl na něj vydán zatykač, stejně jako na jeho přítele, známého architekta Gottfrieda Sempera, autora operní budovy v Drážďanech. Musel proto uprchnout a po krátkém pobytu v Paříži se usadil v exilu v Curychu. Ve francouzském Bordeaux prožil románek s Jessií Laussotovou. 28. srpna měl ve Weimaru bez jeho přítomnosti premiéru Lohengrin. Dokončil také spis Oper und Drama.
V roce 1852 se seznámil s Ottou a Mathildou Wesendonckovými a dokončil básně k Nibelungům. V květnu pořádal koncerty v Curychu. Navštívili ho tam Ferenc Liszt a básník-revolucionář Georg Herwegh. Zkoncipoval předehru k opeře Das Rheingold (Zlato Rýna). 10. října 1852 navštívil Liszta v Paříži a zde se poprvé setkal s jeho nemanželskou dcerou Cosimou (tehdy se jmenovala Cosima de Flavigny), která se o mnoho let později stala jeho druhou ženou.

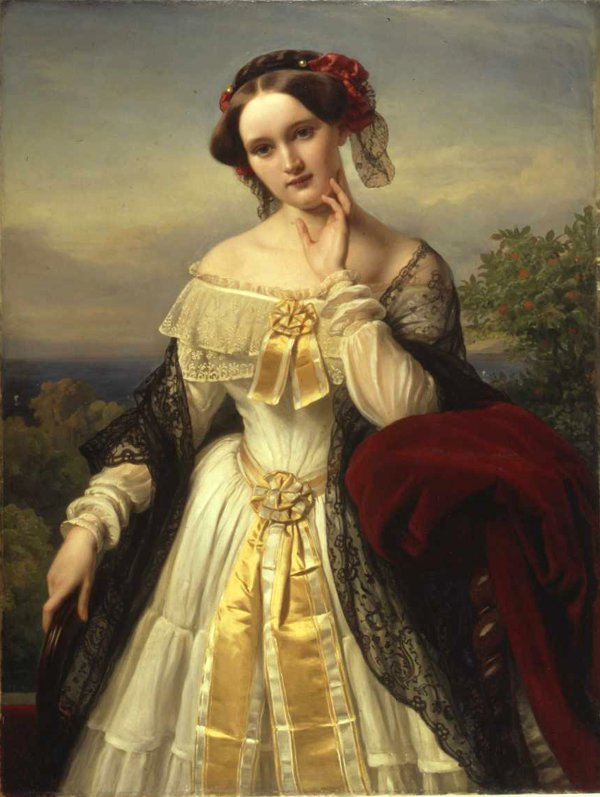
Wagnerova múza: Mathilde Wesendonck, obraz z roku 1850 od Karla Ferdinanda Sohna, majetek Městského muzea v Bonnu

V roce 1854 si přečetl hlavní dílo německého filosofa Arthura Schopenhauera Die Welt als Wille und Vorstellung (Svět jako vůle a představa). Ve stejném roce začal pracovat na opeře Tristan a Isolda. V roce 1855 pořádal koncerty v Londýně. V roce 1856 požádal saského krále Jana o milost. Mezitím příležitostně pobýval na „Zeleném vršku“ (Grüner Hügel) vedle vily Wesedoncků a zkomponoval zde známé Wesendonck-Lieder, tedy Písně (pro Mathildu) Wesendonck. Přerušil kompoziční práci na operách cyklu Prsten Nibelungův a vrátil se k práci na Tristanovi a Isoldě. V roce 1858 si zkomplikoval situaci románkem s Mathildou Wesendonckovou. Manželka Minna odjela do Drážďan a na čas se od něj odloučila. Wagner odcestoval do Benátek. V roce 1859 se zdržoval v Luzernu, kde dokončil Tristana. Vydal se do Paříže, kam ho následovala i Minna. Pořádal tam koncerty a stejně tak v Bruselu. V roce 1860 vydal saský král Jan částečnou amnestii, která se vztahovala i na Richarda Wagnera, a on se mohl po dlouhé době zase podívat do Německa.
V roce 1861 se konalo v Paříži skandální uvedení opery Tannhäuser. Poté se Wagner zdržoval střídavě v Karlsruhe, Vídni, Benátkách, Mohuči a Paříži. Začal pracovat na opeře Mistři pěvci norimberští. Poté, co opustil Paříž, pobýval v Biebrichu, dnešním předměstí hesenského města Wiesbaden. Do Biebrichu přijela za ním jeho manželka Minna a zde mezi nimi došlo začátkem roku 1862 k definitivní rozluce. Ve stejném roce vyhlásil saský král plnou amnestii. Poté prožil Wagner vztahy k Mathildě Maierové a Friederike Meyerové. V červnu se setkal s vynikajícím klavíristou a také dirigentem Hansem von Bülow, který se mezitím oženil s Lisztovou dcerou Cosimou, a zůstal na čas ve Vídni.
V roce 1863 pořádal koncerty v Petrohradě, Moskvě, Budapešti, Praze a Karlsruhe. V roce 1864 opustil Vídeň a navštívil německou spisovatelku Elisu Wille v Mariafeldu u Curychu. 4. května 1863 ho pozval do Mnichova jeho veliký obdivovatel, bavorský „pohádkový“ král Ludvík II., a i když byl později pod tlakem okolností nucen Wagnera vyhostit, tak ho až do smrti štědře podporoval.
Wagnerovo opětné setkání s Cosimou, tehdy provdanou von Bülow, bylo pro oba osudové. Cosima byla nemanželskou dcerou proslulého klavírního virtuóza a hudebního skladatele Franze Liszta a francouzské hraběnky Marie d'Agoult. Vzhledem k původu své matky z vysoké šlechty se v mládí jmenovala Cosima de Flavigny. 28. listopadu 1863 si Wagner a Cosima von Bülow vyznali lásku.
V červnu a červenci 1864 bydleli Bülowovi v jeho vile Pellet na Starnberském jezeře v Bavorsku. Tam pokračoval Wagnerův utajovaný vztah s Cosimou. 10. dubna 1865 se jim narodila dcera Isolda, kterou Hans von Bülow tehdy považoval za své vlastní dítě. 10. června 1865 se konala v Mnichově slavnostní premiéra Tristana a Isoldy za přítomnosti krále Ludvíka II. 17. června začal Wagner psát svou autobiografii Mein Leben (Můj život).

### Vrcholná léta kariéry a druhé manželství

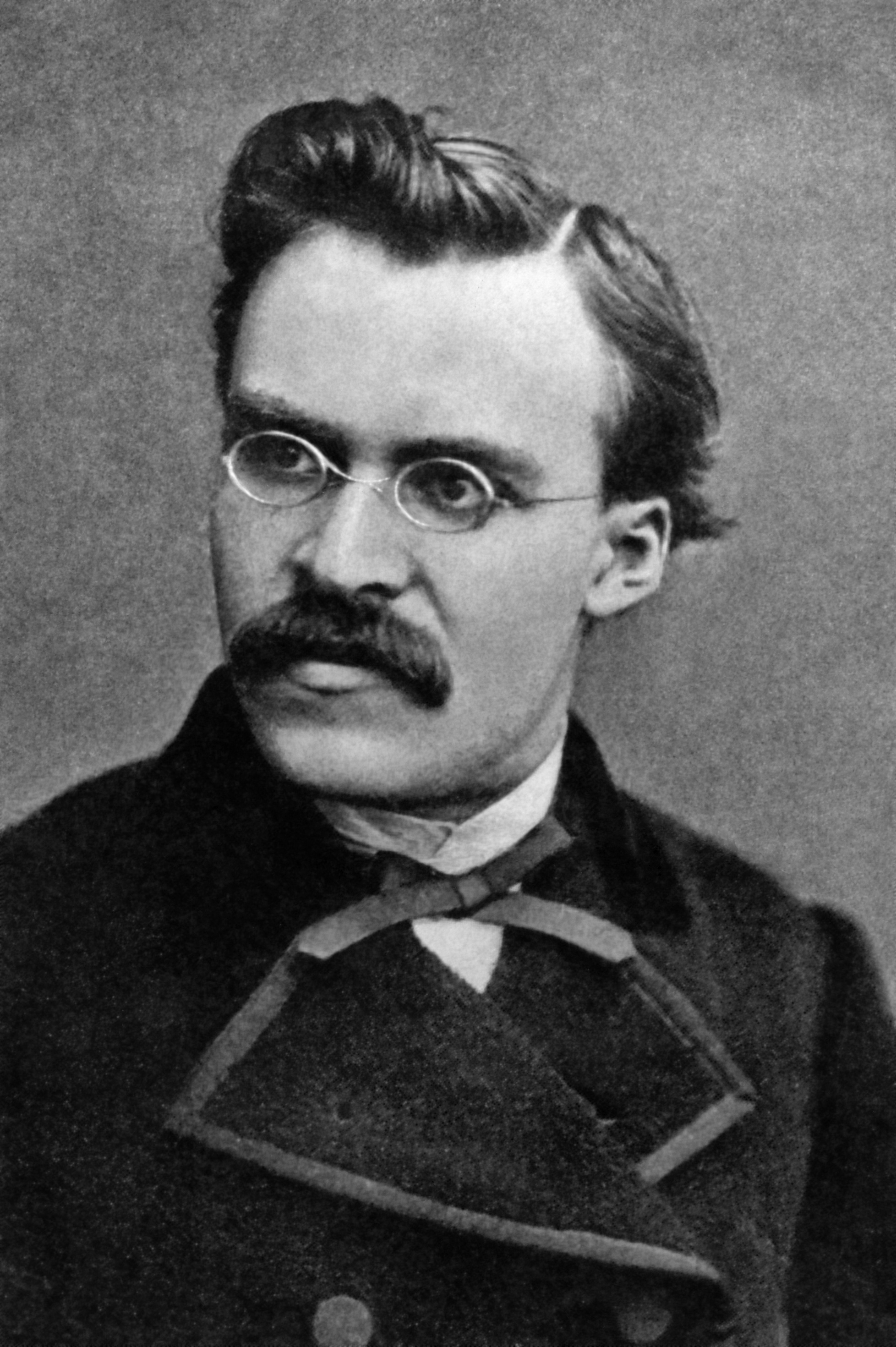
Wagnerův přítel Friedrich Nietzsche kolem roku 1869

25. ledna 1866 zemřela Wagnerova první manželka Minna roz. Planer. Toho času pobýval společně s Cosimou ve Švýcarsku. Oba se pak usadili v obci Tribschen blízko Luzernu, na břehu romantického Lucernského jezera (Vierwaldstätter See). 17. února se jim tam narodila druhá dcera Eva. 21. června 1868 se konala v Mnichově premiéra opery Mistři pěvci norimberští (Die Meistersinger von Nürnberg). 8. listopadu se Wagner poprvé setkal s Friedrichem Nietzschem, který se později proslavil jako jeden z největších filosofů a myslitelů a kterého Wagner inspiroval k napsání jeho díla Die Geburt der Tragödie (Zrození tragédie) a několika dalších děl. Nietzsche byl toho času častým hostem v jeho vile a Wagner s ním počítal jako s osobním učitelem svého syna Siegfrieda Wagnera, který se jemu a Cosimě narodil 6. června 1869. První tři děti Richarda Wagnera a Cosimy se tedy všechny narodily jako nemanželské. Manželství Cosimy s Hansem von Bülow bylo rozvedeno teprve 18. června 1870. Již 25. srpna 1870 uzavřeli Richard Wagner a Cosima v Luzernu manželství.
22. září 1869 se konala premiéra Wagnerovy opery Rheingold (Zlato Rýna) v Mnichově. 26. června 1870 měla v Mnichově premiéru opera Walküre (Valkýra). 25. prosince 1870 uspořádal Wagner soukromou premiéru svého díla „Siegfried-Idylle“ na schodech své vily v Luzernu.

### Bayreuthské období

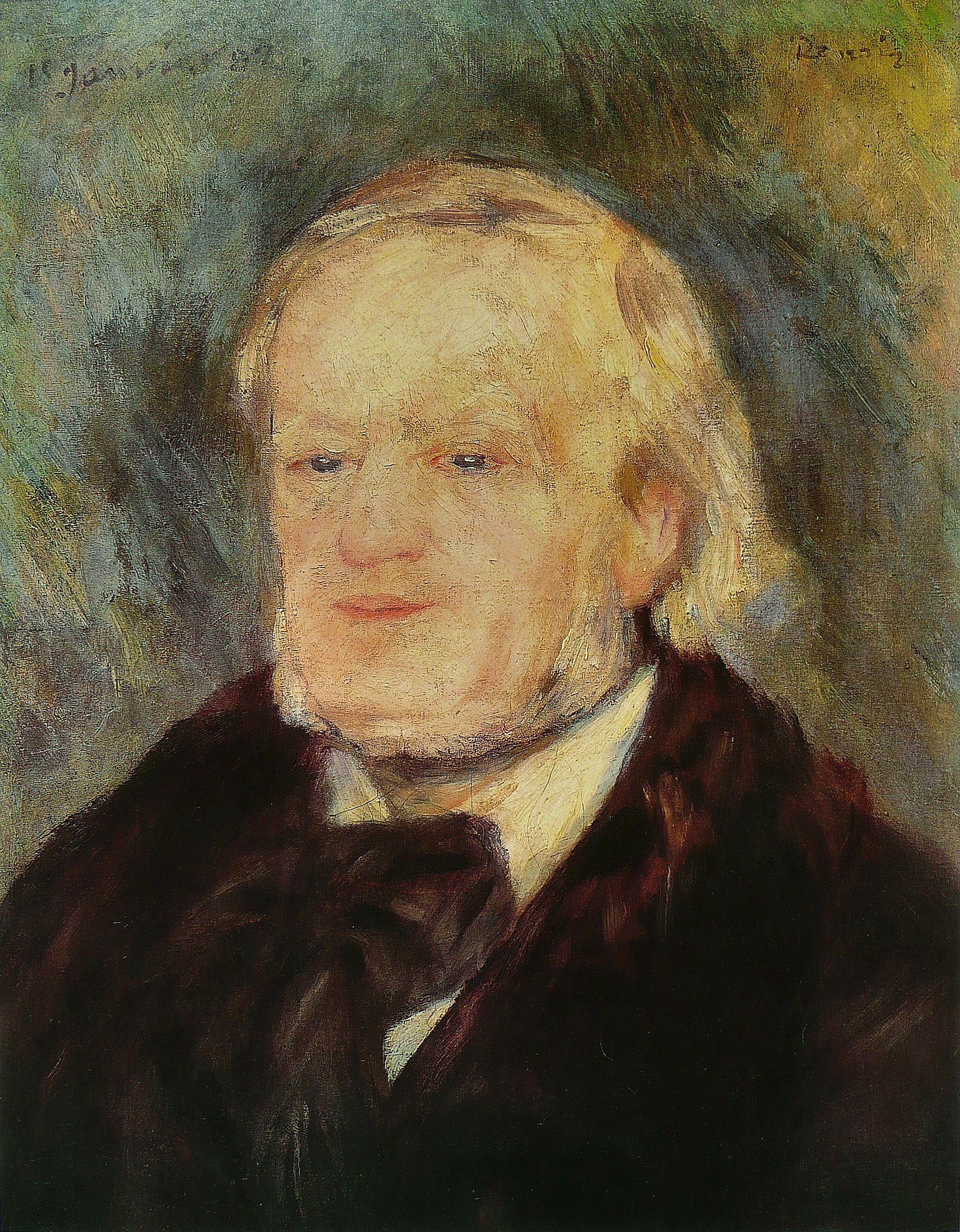
Richard Wagner (portrét od Augusta Renoira)

V roce 1871 si Wagner vybral Bayreuth jako místo pro své divadlo. S podporou krále Ludvíka II. mohl tento projekt realizovat. Ve stejném roce byl také pozván německým říšským kancléřem Bismarckem do Berlína. V roce 1872 se definitivně přestěhoval do Bayreuthu a 22. května toho roku byl zde položen základní kámen jeho divadla.

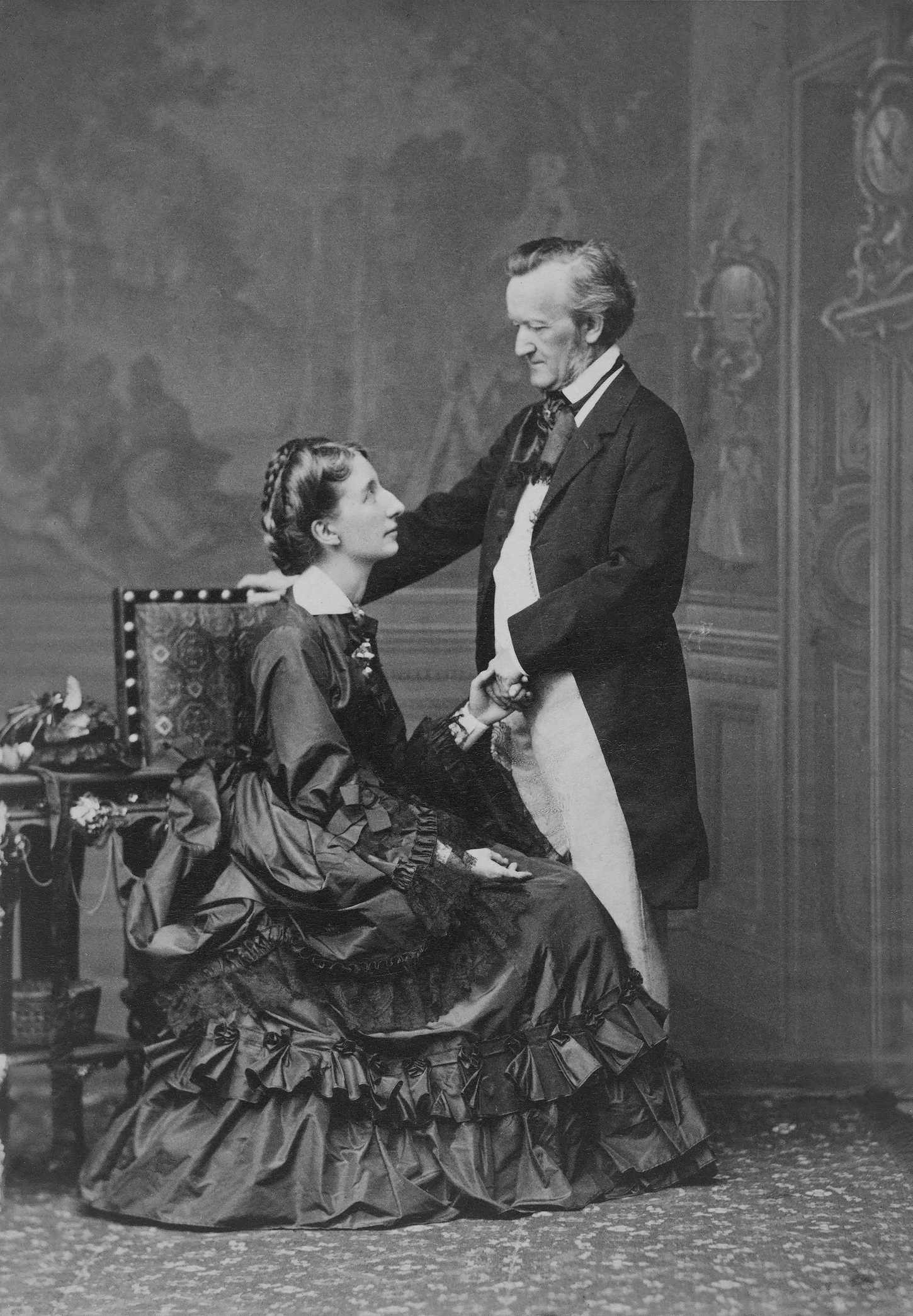
Richard Wagner se svojí druhou ženou Cosimou ve Vídni, 9. května 1872

Vytvořil v něm neviditelný orchestr, který zůstal skrytý pod pódiem, a diváci tak měli možnost vidět jen to, co se děje na jevišti. Veliký důraz byl též kladen na kvalitu zvuku. Mimořádné akustiky bylo dosažena i proto, že celá stavba byla ze dřeva, že nebyly žádné lóže po stranách a všechny sedačky byly bez čalounění. Tenhle nápad dostal už za svého působení v Rize, kde musel někdy dirigovat koncerty i ve stodolách a byl překvapen a nadšen jejich akustikou. Již 2. srpna 1873 se konalo slavnostní otevření divadla.
28. dubna se nastěhovali Richard a Cosima Wagnerovi do nové vily v Bayreuthu, na okraji zámecké zahrady, která se stavěla dva roky. Wagner ji pojmenoval „Haus Wahnfried“. Jméno domu osvětluje nápis vyrytý na čelní straně budovy:
Hier wo mein Wähnen Frieden fand – Wahnfried – sei dieses Haus von mir benannt. (Zde, kde mé blouznění dosáhlo míru – Mír po blouznění – budiž tento dům mnou nazván.)
Richard Wagner

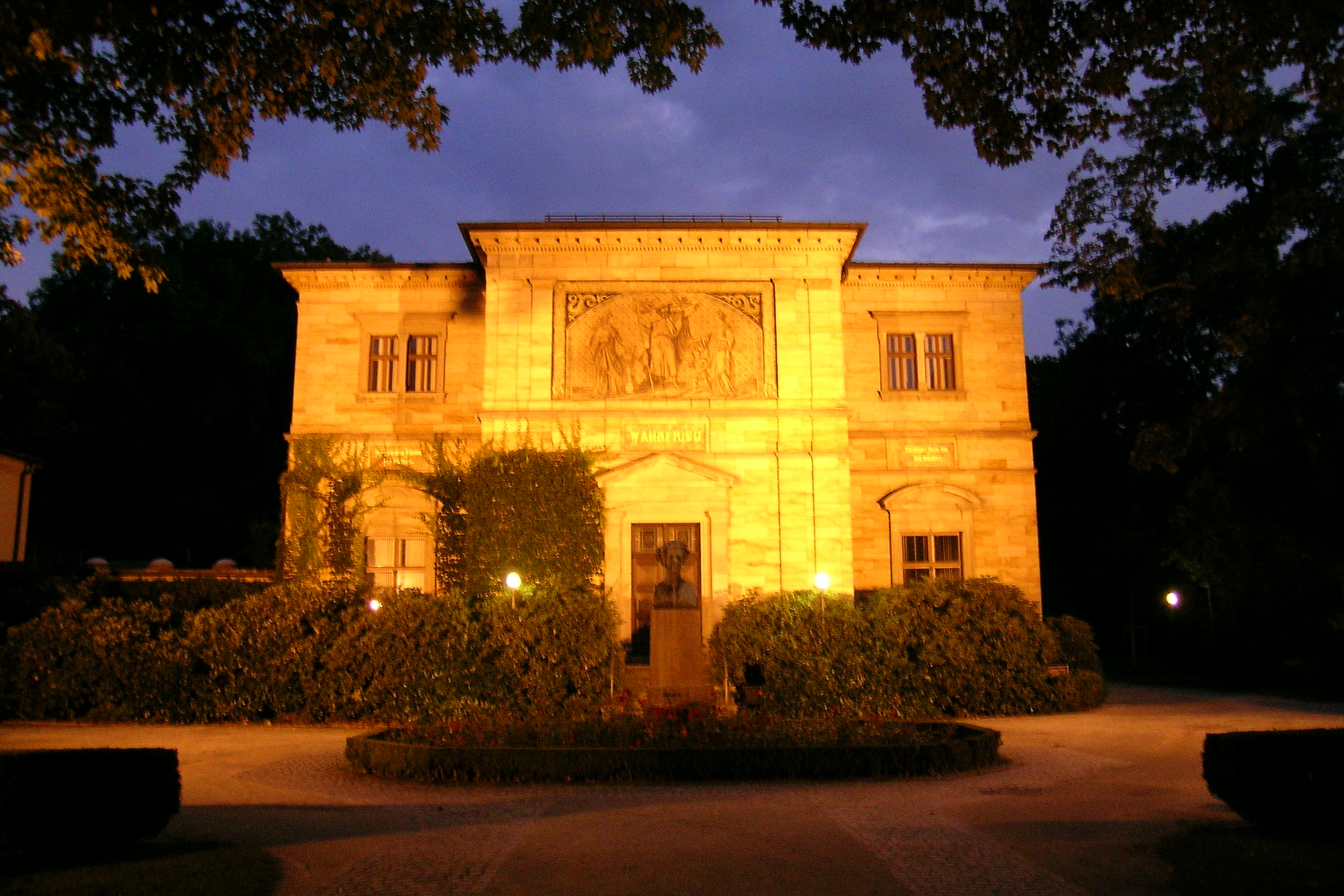
Vila Wahnfried v Bayreuthu

13. srpna 1876 se konaly za přítomnosti císaře Viléma I. a bavorského krále Ludvíka II. první Hudební slavnosti v Bayreuthu (Bayreuthský festival), při kterých byl uveden celý Prsten Nibelungův. V září 1876 podnikl Wagner cestu do Itálie a naposledy se (v Sorrentu) setkal s Nietzschem. Nietzsche Wagnerovi vyčítal, že se přidal k říšským Němcům, a především mu jako zapřisáhlý nepřítel křesťanství zazlíval operu Parsifal, ve které oslavoval křesťanské tradice. Wagner, který požadoval po svých přátelích bezmeznou oddanost, Nietzschemu naopak vyčítal, že se v knize Menschliches, alzu menschliches (Lidské, příliš lidské) odklonil od jeho, tedy wagneriánského myšlenkového směru, a také to, že měl Nietzsche četné židovské přátele, a tak se jejich přátelství rozpadlo. Během pobytu v Londýně ho přijala anglická královna Viktorie. Koncem roku 1879 odcestovali Wagnerovi opět do Itálie, navštívili střídavě města Neapol, Ravello a Siena a pobývali také v Benátkách.

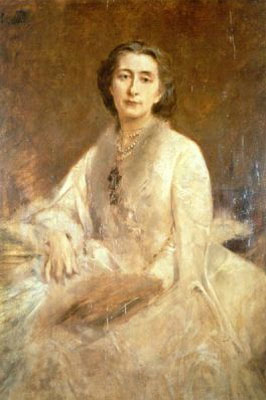
Cosima Wagner v roce 1879, autor obrazu Franz von Lenbach

V roce 1881 byl v Bayreuthu uveden Prsten Nibelungův. V listopadu téhož roku se Wagner zdržoval na Sicílii. 13. února 1882 dokončil v Palermu svou poslední operu Parsifal, která měla premiéru na druhém Bayreuthském festivalu 26. června 1882.
Od 16. září 1882 pobývali Richard a Cosima Wagnerovi v Benátkách v paláci Vendramin (plným názvem Palazzo Vendramin-Calergi) na břehu Velkého kanálu (Canale Grande). Zde, možná po manželské hádce, Richard Wagner dne 13. února 1883 zemřel. 16. února byl převezen do domovského Bayreuthu a 18. února byl pochován v malém parku u své vily Wahnfried.

## Antisemitismus
Jeho dílo bylo již za německého císařství a především později za dob nacionálního socialismu ve světě velmi různě a mnohdy jednostranně posuzováno.
Jeho antisemitismus se projevil poprvé v díle „Das Judenthum in der Musik (Židovství v hudbě)“, které vydal nejprve anonymně a později se k němu přihlásil. V něm si stěžuje na „požidovštěné“ umění a použil tezi, že „Židovství samo o sobě je neschopné, jak svým zevnějškem, svou řečí, ale především svým zpěvem, který se odvažuje nazývat uměním“. Ve své stati Was ist deutsch? (Co je německé?), která vyšla v roce 1865, se snažil zdůvodnit ztroskotání revoluce v roce 1848 tím, „že se praví Němci náhle ocitli v prostředí, které jim bylo úplně cizí“.
Z bayreuthského spolku Richarda a Cosimy Wagnerových přišel do německé společnosti úplně nový druh biologického rasismu, který byl ovlivněn Francouzem Arthurem de Gobineau a poněmčeným Angličanem a zastáncem eugeniky Houstonem Stewartem Chamberlainem. Oba hlásali nadřazenost árijské rasy nad židovskou. Chamberlain se roku 1908 oženil s Wagnerovou dcerou Evou.
Na druhou stranu měl paradoxně mezi Židy několik přátel a spolupracovníků, mj. Karla Tausiga, Josepha Rubinsteina, Angelo Neumanna, Hermanna Leviho a slavnou zpěvačku Lilli Lehmann.
V Izraeli bylo jeho dílo vždy přijímáno s rozpaky, nejednou skončilo představení jeho děl fiaskem a několikrát bylo i z důvodu protestů „Spolku přeživších holocaust“ zrušeno.

## Dílo

### Písně
- Pět písní na slova Mathildy Wesendonckové (Fünf Gedichte für eine Frauenstimme – „Wesendonck Lieder“); Písně: Anděl (Der Engel), Stůj tiše! (Stehe still!), Ve skleníku (Im Treibhaus), Bolesti (Schmerzen), Sny (Träume). Písně byly složeny v letech 1857–1858 v době, kdy Wagner psal opery Valkýra a Siegfried. Cyklus jako celek byl poprvé uveden v roce 1862.

### Opery

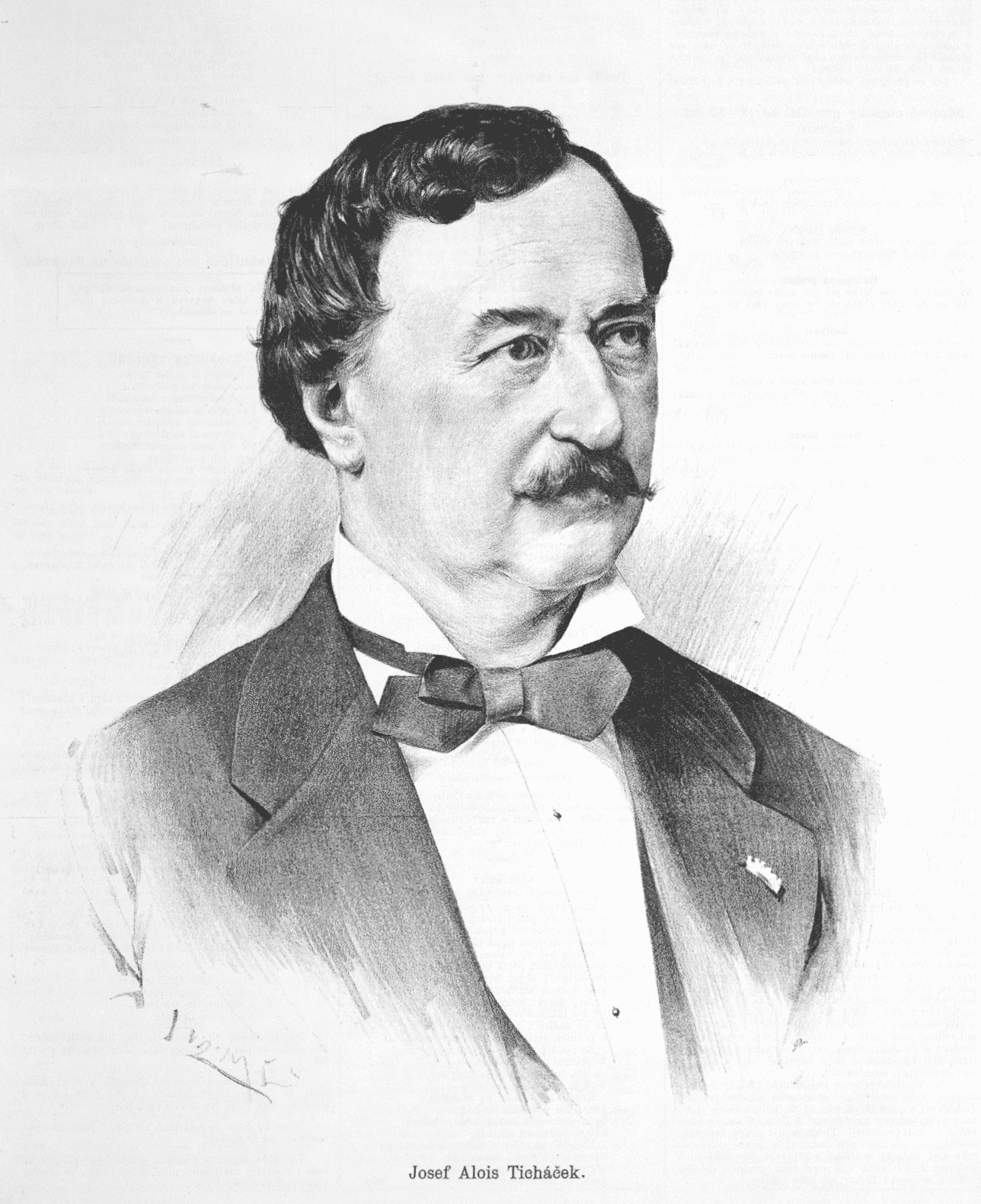
Josef Alois Ticháček, česko-německý zpěvák (tenorista), první představitel Rienziho a Tannhäusera

Ke všem svým operám Wagner napsal libreta sám. Libreto k nedokončené opeře Die Hochzeit zničil a libreto k Rienzimu daroval bavorskému králi Ludvíku II. Později si Adolf Hitler přivlastnil libreta k operám Rienzi, Die Feen a Das Liebesverbot oder Novize von Palermo. Všechny tyto tři partitury jsou dnes bohužel ztracené.
- Die Hochzeit (Svatba), 1832 – nedokončeno.
- Die Feen (Víly), 1834 – premiéra 29. června 1888 v Královském dvorním a národním divadle (Königliches Hof- und Nationaltheater) v Mnichově.
- Das Liebesverbot oder Novize von Palermo (Zákaz lásky aneb Novicka z Palerma), 1834–1836 – premiéra 29. března 1836 v Městském divadle (Stadttheater) v Magdeburgu.
- Rienzi, der Letzte der Tribunen (Rienzi, poslední z tribunů), 1837–1840 – premiéra 20. října 1842 v Královském saském dvorním divadle (Königlich Sächsisches Hoftheater) v Drážďanech.
- Der fliegende Holländer (Bludný Holanďan), 1840–1841 – premiéra 2. února 1843 v Královském saském dvorním divadle v Drážďanech.
- Tannhäuser und der Sängerkrieg auf Wartburg (Tannhäuser aneb Zápas pěvců na Wartburgu), 1842–1845 – premiéra 19. října 1845 v Královském saském dvorním divadle v Drážďanech.
- Lohengrin, 1845–1848 – premiéra 28. srpna 1850 ve Velkovévodském dvorním divadle (Großherzogliches Hoftheater) ve Výmaru.
- Tristan und Isolde (Tristan a Isolda), 1856–1859 – premiéra 10. června 1865 v Královském dvorním a národním divadle v Mnichově.
- Die Meistersinger von Nürnberg (Mistři pěvci norimberští), 1845–1867 – premiéra 21. června 1868 v Královském dvorním a národním divadle v Mnichově.
- Der Ring des Nibelungen (Prsten Nibelungův) – má čtyři části:
  - Das Rheingold (Zlato Rýna nebo též Rýnské zlato), 1851–1854 premiéra 22. září 1869 v Královském dvorním a národním divadle v Mnichově.[4]
  - Die Walküre (Valkýra), 1851–1856 – premiéra 26. června 1870 v Královském dvorním a národním divadle v Mnichově.
  - Siegfried, 1851–1871 – premiéra 16. srpna 1876 ve Festivalovém domě (Festspielhaus) v Bayreuthu.
  - Götterdämmerung (Soumrak bohů), 1848–1874 – premiéra 17. srpna 1876 ve Festivalovém domě v Bayreuthu.
- Parsifal, 1865–1882 – premiéra 26. června 1882 ve Festivalovém domě v Bayreuthu.

#### České premiéry
Nepočítáme-li nedokončenou operu Die Hochzeit (Svatba), byly na území dnešní České republiky uvedeny všechny Wagnerovy opery kromě Das Liebesverbot oder Der Novize von Palermo (Zápověď lásky aneb Novicka z Palerma). Jejich první uvedení vždy zrealizovaly německé scény v Praze. V roce 1888 bylo operou Die Meistersinger von Nürnberg otevřeno Nové německé divadlo v Praze. České soubory uváděly Wagnerovy opery až později:
Doposud nejvíce hranými Wagnerovými operami na území Česka jsou Bludný Holanďan (přes 70 inscenací) a Lohengrin (přes 60 inscenací).
- Lohengrin: 1885 (Národní divadlo)
- Tannhäuser: 1888 (Plzeň)
- Die Meistersinger von Nürnberg: 1894 (Národní divadlo)
- Der fliegende Holländer: 1906 (Plzeň)
- Tristan und Isolde: 1913 (Národní divadlo)
- Rienzi: 1914 (Plzeň)
- Das Rheingold: 1915 (Národní divadlo)
- Die Walküre: 1916 (Národní divadlo)
- Siegfried: 1931 (Brno)

Wagnerova opera Die Feen (Víly) se v Čechách nastudovala zatím jen jednou a premiéra proběhla 8. února 1893 v Novém německém divadle v Praze.

##### Stavovské divadlo v Praze

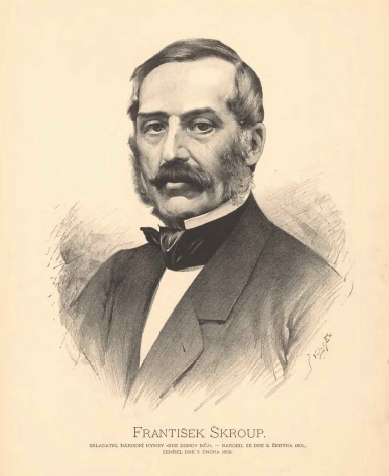
František Škroup, velký propagátor Wagnerových oper v českém prostředí

Stavovské divadlo bylo první divadlo v celé Habsburské monarchii, které uvedlo Wagnerovu operu. Byl jí Tannhäuser. Wagnerovy opery velice propagoval František Škroup.
- Tannhäuser: 25. listopadu 1854.
- Lohengrin: 23. února 1856.
- Der fliegende Holländer: 7. září 1856.
- Rienzi: 24. října 1859.
- Die Meistersinger von Nürnberg: 26. dubna 1871.
- Das Rheingold: 19. prosince 1885.
- Die Walküre: 20. prosince 1885.
- Tristan und Isolde: 30. dubna 1886.
- Siegfried: 9. ledna 1887.
- Götterdämmerung: 10. ledna 1887.
- Parsifal: 1. ledna 1914.

##### Národní divadlo v Praze
- Lohengrin: 12. ledna 1885 (režisér František Hynek).[9]
- Tannhäuser: 28. ledna 1891 (režiséři František Hynek a Robert Polák).[10]
- Die Meistersinger von Nürnberg: 7. února 1894 (režisér František Hynek).[11]
- Der fliegende Holländer: 17. prosince 1907 (režisér Robert Polák).[12]
- Tristan und Isolde: 10. února 1913 (režisér Robert Polák).[13]
- Parsifal: 1. ledna 1914 (režisér Robert Polák).[14]
- Das Rheingold: 19. března 1915 (režisér Robert Polák).[15]
- Die Walküre: 14. února 1916 (režisér Robert Polák).[16]
- Siegfried: 23. března 1932 (režisér Ferdinand Pujman).[17]
- Rienzi: 4. října 1991 (ve Smetanově divadle, režisér Ladislav Štros).[18]
- Götterdämmerung: 14. května 2005 (režisér Kurt Horres)[19]

### Wagner spisovatel
Richard Wagner napsal také řadu různých polemických statí a jiných textů, ve kterých se většinou zaměřoval na vlastní ideál opery. V jeho dílech se také často zaměřuje na oblast politickou a sociální. Mezi jeho nejznámější díla patří:
- Die Revolution (1849)

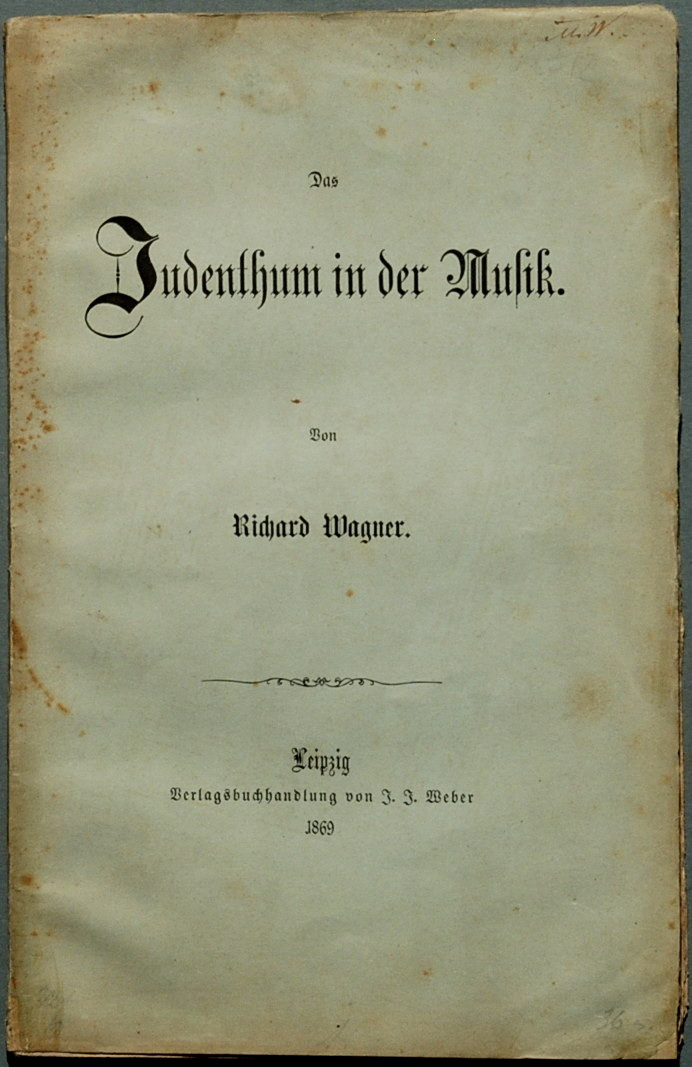
Titulní strana 2. vydání Wagnerova spisu Židovství v hudbě publikovaného roku 1869

- Die Kunst und die Revolution (1849)
- Das Kunstwerk der Zukunft (1850)
- Das Judenthum in der Musik (1850)
- Oper und Drama (1851). Česky Opera a drama. Wagner se zde zaměřuje na stav, v jakém se nachází dobová hudba a opera a předkládá vlastní vizi, jak hudební díla reformovat, aby spěla k jeho představě tzv. Gesamtkunstwerku. Česky vyšla roku 2002 v nakladatelství Paseka.[20]
- Über Staat und Religion (1864)
- Beethoven (1870)
- Was ist deutsch? (1878)
- Religion und Kunst (1880)

#### Wagnerova autobiografie
- WAGNER, Richard. Můj život. Překlad Vlasta Reittererová. V Praze: Národní divadlo, 2007. 597 s. ISBN 978-80-7258-005-7, ISBN 978-80-7258-005-7.

#### O Wagnerovi a jeho díle
- BARTHOU, Louis. Milostný život Richarda Wagnera. Překlad Vladimír Žikeš. Olomouc: Votobia, 1996. 168 s. ISBN 80-7198-208-3.
- KUČERA, Jan P. Drama zrozené hudbou : Richard Wagner. Praha: Paseka, 1995. 266 s. ISBN 80-7185-002-0.
- KUČERA, Jan P. "...je hodně Hitlera ve Wagnerovi": kapitoly z estetické politiky. [Praha]: Institut pro středoevropskou kulturu a politiku, 2001. 382 s. ISBN 80-86130-13-4.
- MAGEE, Bryan. Wagner a filosofie. Překlad Zdeňka Marečková. Praha: Jiří Buchal - BB/art, 2004. 351 s. ISBN 978-80-7258-005-7, ISBN 80-7341-337-X.
- PETRÁNĚK, Pavel. Richard Wagner a česká kultura. V Praze: Národní divadlo, 2005. 280 s. ISBN 80-7258-190-2.
- PIVODA, František. O hudbě Wagnerově. Praha: Otto, 1881. Dostupné online. Polemická stať autora se zabývá hodnocením hudebního směru Wagnerova a jeho oper, všímá si soudobých ohlasů a reflexí na jeho dílo v Čechách a v zahraničí.
- SCHONBERG, Harold C. Životy velkých skladatelů : [od Monteverdiho ke klasikům 20. století]. Překlad Ivan Žáček. Praha: BB/art, 2006. 695 s. ISBN 80-7341-905-X.
- SCHURÉ, Édouard. Le drame musical: Richar Wagner, son oeuvre et son idée. Paříž: Perrin, 1895. 316 s. (francouzsky)
- STECKER, Karel. Všeobecný dějepis hudby II. Mladá Boleslav: Karel Vačlena, [1903].
- VESELÝ, Richard. Dějiny hudby : Díl II. V Praze: Nákladem vlastním S. 183–192.

#### Wagnerova libreta
- WAGNER, Richard. Wagnerova libreta (Die Feen, Rienzi, der Letzte der Tribunen, Bludný Holanďan, Tannhäuser a zápas pěvců na Wartburce, Tristan a Isolda, Mistři pěvci norimberští, Valkýra. [s.l.]: [s.n.] Dostupné online. Německá i česká libreta k vybraným operám v Digitální knihovně Městské knihovny v Praze.